# Walter Heyse

Walter Heyse

Walter Heyse (* 17. Juni 1902 in Paschkerwitz (Schlesien); † 6. Januar 1980 in Frankfurt am Main) war ein deutscher Politiker (NSDAP), Landrat des Landkreises Usingen und Reichstagsabgeordneter.

## Ausbildung und Beruf
Walter Heyse wurde als Sohn des evangelischen Pfarrers und Schulrates Bruno Heyse und seiner Frau Elisabeth, geborene Stoermer geboren. Er besuchte das humanistische Gymnasium in Mühlhausen/Thüringen bis zum Abitur. 1921 legte er an der Fachschule für Textilindustrie den Abschluss als Werkmeister für Tuchweberei ab. Anschließend arbeitete er bis 1924 in einer Garngroßfirma. 1924 bis 1928 studierte er Volks- und Betriebswirtschaft an den Universitäten Leipzig und Frankfurt am Main und schloss das Studium mit dem Diplom ab.

## Politik
Walter Heyse schloss sich der NSDAP 1923 und nach ihrem Verbot und Wiederzulassung zum 14. August 1925 wieder an (Mitgliedsnummer 17.015). Er wurde 1929 Gaugeschäftsführer und Propagandaleiter im Gau Hessen. 1932 wurde Heyse als ehrenamtlicher Stadtrat in Frankfurt am Main gewählt. 1933 wurde der Landtag des Volksstaates Hessen aufgrund des Gleichschaltungsgesetzes analog dem Wahlergebnis der Reichstagswahl 1933 neu gebildet und Heyse war in der einzigen Sitzung dieses Landtags Abgeordneter. 1937 wurde er Gaupersonalamtsleiter in Hessen-Nassau. 1940 wurde er zum Landrat des Kreises Usingen ernannt. Dieses Amt behielt er bis 1942. Anschließend war er Propagandaoffizier in Italien.
Seit der Gleichschaltung des Reichstags 1933 war Heyse Mitglied des Reichstags für den Wahlkreis 19 (Hessen-Nassau).